# Лесные пожары в Калифорнии (2009)
Лесные пожары 2009 года в Калифорнии представляли собой серию из 9 159 лесных пожаров, пылавших в американском штате Калифорния в течение всего года. Пожары сожгли более 422 147 акров (1708 км2) земли с начала февраля по конец ноября. Из-за тяжёлых погодных и пожароопасных условий действовало оповещение Red Flag Warning. В результате пожаров разрушено сотни строений, пострадало 134 человека и 4 погибло. Лесные пожары также нанесли ущерб на сумму не менее 134,48 миллиона долларов США. Хотя в августе пожары охватили многие регионы Калифорнии, этот месяц был особенно примечателен несколькими довольно крупными в Южной Калифорнии, что стало необычным отхождением от графика сезонности этого региона.
Обширной трагической точкой стал так называемый Пожар Ла-Бреа, в результате которого сгорело почти 90 000 акров (364 км2) земли в округе Санта-Барбара в начале августа. Также выделяется эпизод Пожара Локхид на севере округа Санта-Крус. На территории 7800 акров (32 км2) было объявлено чрезвычайное положение.

## Пожары
Ниже приведен список всех произошедших пожаров, площадь которых превысила 1000 акров (4,04685642 км2) в 2009 году, предоставленный департаментом CAL FIRE.
| Название             | Округ          | Площадь, км2 | Дата начала       | Дата окончания    | Примечания                                   |
| -------------------- | -------------- | ------------ | ----------------- | ----------------- | -------------------------------------------- |
| Jesusita             | Santa Barbara  | 35.3         | 5 мая, 2009       | 20 мая, 2009      | 160 сооружений разрушено                     |
| Grouse               | Mariposa       | 12.3         | 30 мая, 2009      | 13 июля, 2009     |                                              |
| Harden               | Tuolumne       | 6.7          | 8 июня, 2009      | 11 июля, 2009     |                                              |
| Explosive            | San Joaquin    | 8.8          | 19 июня, 2009     | 19 июня, 2009     |                                              |
| Lion Complex         | Tulare         | 16.1         | 30 июня, 2009     | 21 августа, 2009  |                                              |
| Backbone             | Trinity        | 25.6         | 1 июля, 2009      | 24 июля, 2009     | 1 погибший                                   |
| Yankee               | San Diego      | 8.9          | 11 июля, 2009     | 14 июля, 2009     |                                              |
| Fork                 | Inyo           | 13.2         | 18 июля, 2009     | 27 июля, 2009     |                                              |
| Tennant              | Siskiyou       | 13.1         | 19 июля, 2009     | 27 июля, 2009     |                                              |
| Knight               | Tuolumne       | 24.8         | 26 июля, 2009     | 11 августа, 2009  |                                              |
| Wildcat              | Tuolumne       | 4.5          | 29 июля, 2009     | 31 августа, 2009  |                                              |
| Hat Creek Complex    | Shasta         | 45.6         | 1 августа, 2009   | 12 августа, 2009  |                                              |
| W-4                  | Lassen         | 6.1          | 1 августа, 2009   | 7 августа, 2009   |                                              |
| Dodge Complex        | Lassen         | 6.5          | 1 августа, 2009   | 3 августа, 2009   |                                              |
| Brown                | Shasta         | 4.0          | 2 августа, 2009   | 12 августа, 2009  |                                              |
| Fairfield            | Shasta         | 6.7          | 2 августа, 2009   | 21 августа, 2009  |                                              |
| Chalk (Shu Complex)  | Shasta         | 27.9         | 3 августа, 2009   | 16 августа, 2009  |                                              |
| Goose (Shu Complex)  | Shasta         | 15.9         | 3 августа, 2009   | 17 августа, 2009  |                                              |
| Cassel (Shu Complex) | Shasta         | 25.6         | 3 августа, 2009   | 14 августа, 2009  |                                              |
| La Brea              | Santa Barbara  | 362.1        | 8 августа, 2009   | 23 августа, 2009  | 2 сооружения разрушено                       |
| Lockheed             | Santa Cruz     | 31.6         | 12 августа, 2009  | 23 августа, 2009  | 13 сооружений разрушено                      |
| Coffin               | Trinity        | 5.3          | 12 августа, 2009  | 15 августа, 2009  |                                              |
| Corral               | San Joaquin    | 49.4         | 13 августа, 2009  | 16 августа, 2009  |                                              |
| Yuba                 | Yuba           | 15.7         | 14 августа, 2009  | 24 августа, 2009  |                                              |
| Red Rock             | Siskiyou       | 5.5          | 21 августа, 2009  | 4 сентября, 2009  |                                              |
| Morris               | Los Angeles    | 8.8          | 25 августа, 2009  | 3 сентября, 2009  |                                              |
| Bryson               | Monterey       | 13.7         | 25 августа, 2009  | 29 августа, 2009  |                                              |
| Station              | Los Angeles    | 649.8        | 26 августа, 2009  | 16 октября, 2009  | 209 сооружений разрушено; 2 пожарных погибло |
| Big Meadows          | Mariposa       | 30.0         | 26 августа, 2009  | 10 сентября, 2009 |                                              |
| Gloria               | Monterey       | 26.0         | 27 августа, 2009  | 1 сентября, 2009  |                                              |
| Cottonwood           | Riverside      | 9.7          | 27 августа, 2009  | 31 августа, 2009  |                                              |
| Pacheco              | Santa Clara    | 6.5          | 29 августа, 2009  | 30 августа, 2009  |                                              |
| Oak Glen III         | San Bernardino | 4.7          | 30 августа, 2009  | 8 сентября, 2009  |                                              |
| Oasis                | Lake           | 6.1          | 7 сентября, 2009  | 12 сентября, 2009 |                                              |
| Guiberson            | Ventura        | 70.8         | 22 сентября, 2009 | 1 октября, 2009   |                                              |
| Six                  | Yolo           | 5.0          | 1 октября, 2009   | 1 октября, 2009   |                                              |
| Sheep                | San Bernardino | 28.8         | 3 октября, 2009   | 10 октября, 2009  |                                              |
| Mill Creek #4        | Humboldt       | 11.1         | 7 октября, 2009   | 17 октября, 2009  |                                              |

## Погодные условия

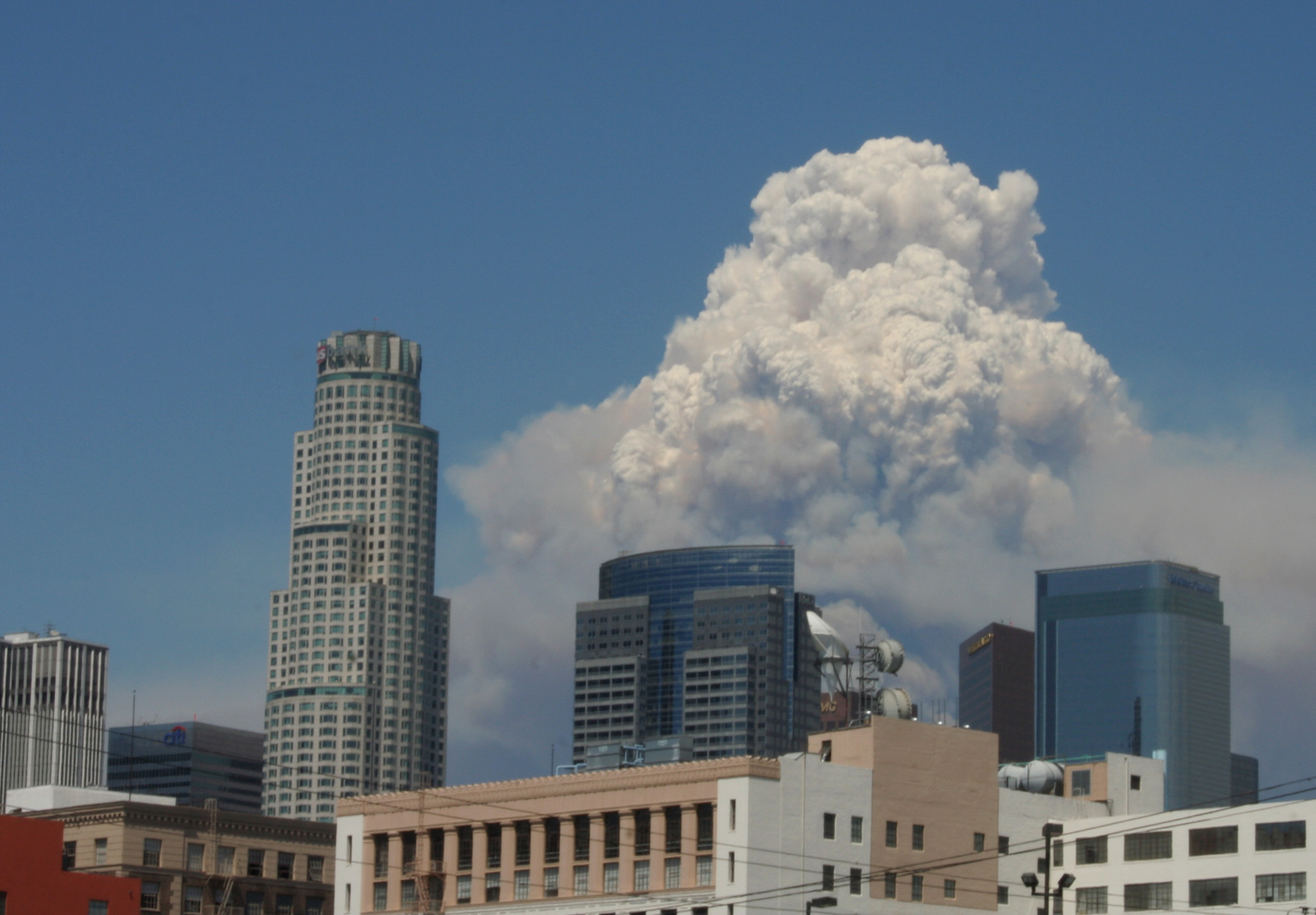
Пирокучевое облако от пожарной станции возвышается над горизонтом центра Лос-Анджелеса, штат Калифорния.

В Южной Калифорнии сезон лесных пожаров начинается в октябре с приходом печально известных ветров Санта-Ана, в другое время года пожары не распространяются так быстро. Однако в конце августа температура по всей южной части штата превысила 38 °C. Сочетание высоких температур, низкой влажности и большого количества сухостоя, некоторые из которых не горели десятилетиями, дало рутинным пожарам быстро выйти из-под контроля, несмотря на отсутствие ветров, способных распространить пламя. Эти условия, наряду с экстремальным рельефом во многих труднодоступных районах, замедляющим доступ пожарным, затрудняли тушение.

## Известные пожары

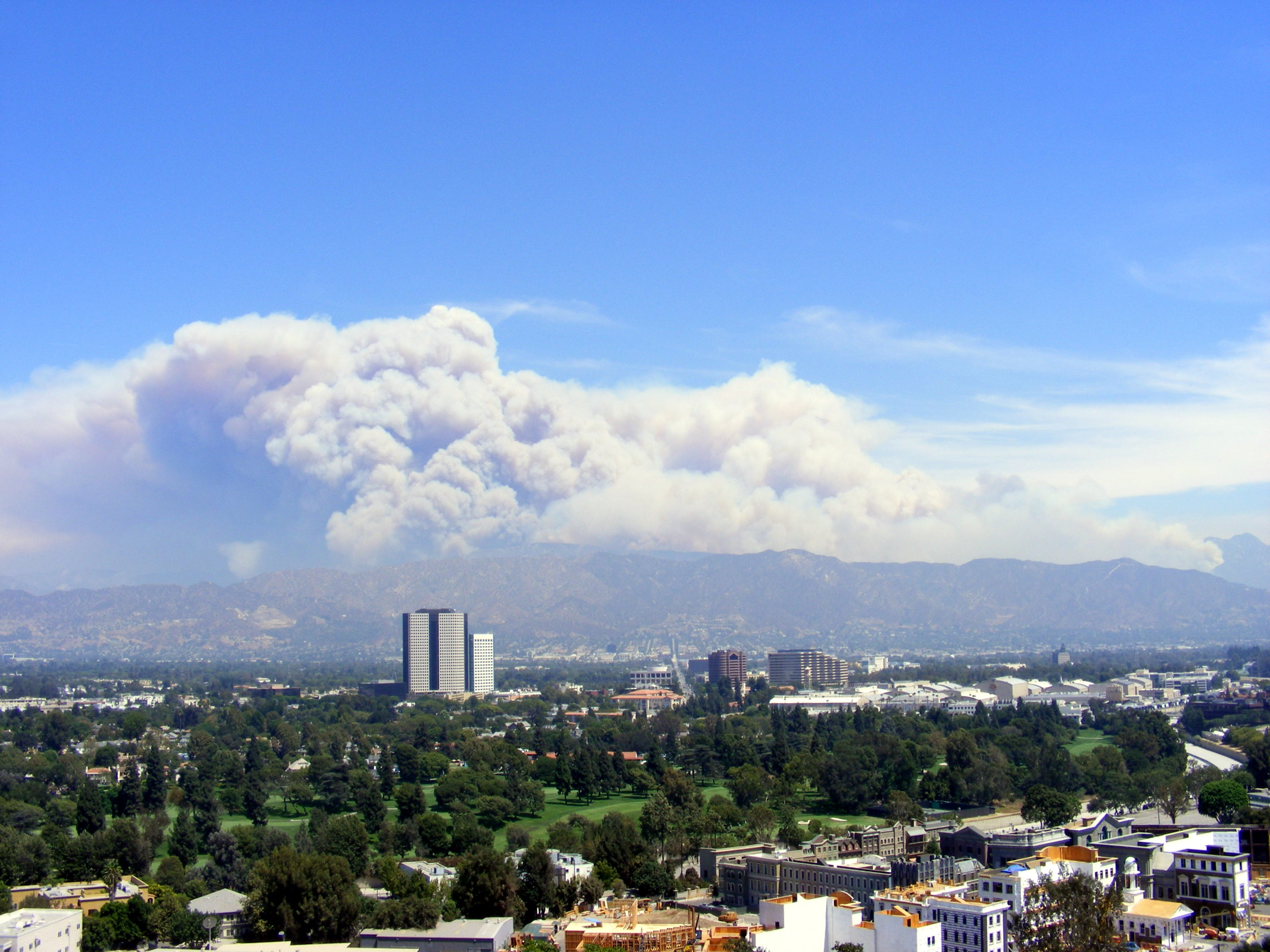
Фотография пожаров в Лос-Анджелесе в августе 2009 года. Фото было взято из Universal Studios Hollywood.

В августе 2009 года по всей Калифорнии вспыхнули десятки пожаров. Некоторые из наиболее примечательных перечислены здесь.

### Северная Калифорния

#### Округ Аламеда
- Пожар «Коррал» начался 13 августа на улице Коррал Холлоу Роуд, за пределами автомобильной зоны отдыха Карнеги[англ.] и недалеко от Трейси[англ.] в округе Аламеда. Он сжег 12 500 акров (50,585705275 км2) сухой травы. Полностью потушен 16 августа[5][6].